# トヨタ・アーバンサポーター
アーバンサポーター（Urban Supporter ）は、トヨタ自動車が販売していたウォークスルーバンである。

## 概要
2001年（平成13年）、トヨタ・クイックデリバリー100の後継車として登場。販売店の違いから、ダイナアーバンサポーター、トヨエースアーバンサポーターと呼ばれることがある。2004年（平成16年）には特定の後継車を用意することなく廃止される。